# Berching
Berching is een stad en gemeente in de Duitse deelstaat Beieren, en maakt deel uit van het Landkreis Neumarkt in der Oberpfalz.
Berching telt 8.864 inwoners.
In Berching bevindt zich het Heimatmuseum. Als streekmuseum richt het zich op de cultuurgeschiedenis van Berching. Daarnaast is er een collectie aanwezig van de operacomponist Christoph Willibald Gluck die nabij Berching werd geboren.

## Geboren in Berching (Erasbach)
- Christoph Willibald Gluck (1714-1787), operacomponist
- Claudia Brücken (1963), zangeres

Berching ·
Berg bei Neumarkt in der Oberpfalz ·
Berngau ·
Breitenbrunn ·
Deining ·
Dietfurt an der Altmühl ·
Freystadt ·
Hohenfels ·
Lauterhofen ·
Lupburg ·
Mühlhausen ·
Neumarkt in der Oberpfalz ·
Parsberg ·
Pilsach ·
Postbauer-Heng ·
Pyrbaum ·
Sengenthal ·
Seubersdorf in der Oberpfalz ·
Velburg